# In Love with Myself
In Love with Myself – piosenka house/pop stworzona na drugi studyjny album Guetty, Guetta Blaster (2004). W kompozycji gościnnie swego głosu użyczył raper JD Davies. Utwór wydano 18 marca 2005 roku.

## Lista utworów
1. „In Love with Myself” (Benny Benassi Remix) – 4:09
2. „In Love with Myself” (Fuzzy Hair Remix) – 5:52
3. „In Love with Myself” (Robbie Riviera Remix) – 6:36
4. „In Love with Myself” (David Guetta & Joachim Gaurraud Remix) – 7:09
5. „In Love with Myself” (JD Davis Mix) – 3:37

## Pozycje na listach
| Lista przebojów (2004) | Najwyższa pozycja |
| ---------------------- | ----------------- |
| Rosja Airplay Chart    | 7                 |